# Argyrospila formosa
Argyrospila formosa är en fjärilsart som beskrevs av Ludwig Carl Friedrich Graeser 1888. Argyrospila formosa ingår i släktet Argyrospila och familjen nattflyn. Inga underarter finns listade i Catalogue of Life.